# Acide hydroxycitrique
L'acide hydroxycitrique (HCA) est un composé chimique de formule HOOC–CHOH–HOC(COOH)–CH2–COOH présent dans certaines plantes telles que Garcinia gummi-gutta et Hibiscus sabdariffa.
Au début du siècle, certaines études in vitro et sur l'animal tendaient à montrer un possible effet régulateur de l'acide hydroxycitrique sur le métabolisme des lipides, ce qui l'a fait utiliser dans la formulation de certaines préparations contre l'obésité et certains compléments alimentaires.
En 2012, l'ANSM (Agence nationale de sécurité sanitaire des produits de santé) a interdit la vente et l'administration de produits contenant du Garcinia cambodgia, du fait de cas de tocixité au niveau du foie, des muscles, du cœur et du système nerveux mais cette interdiction ne concernait que les médicaments. En mars 2025, la France interdit la commercialisation de complément alimentaire à base de Garcinia cambogia.